# Jolly Cola

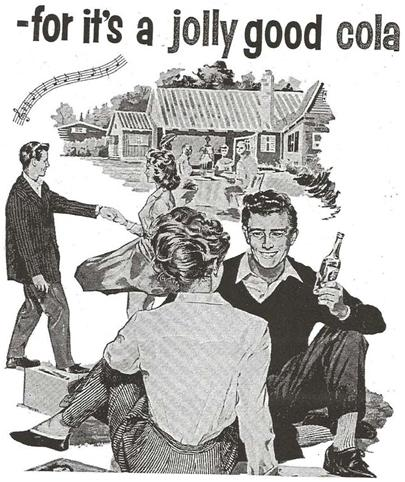
Den första reklamen för Jolly Cola

Jolly Cola är en dansk cola. Jolly Cola lanserades 1959 av företaget Dansk Cola Drik. Under 1960-talet hade Jolly Cola ungefär 2/3 av den danska läskedrycksmarknaden. 2003 hade den cirka 6% av marknaden. Idag är den dock fortfarande mycket populär på Färöarna.